# Laurence Ndong
Pour les articles homonymes, voir Ndong.
Laurence Ndong, née le 19 octobre 1971 à Douala, est une femme politique, enseignante-chercheuse et pasteure pentecôtiste gabonaise.
Ancienne membre du Parti démocratique gabonais, elle le quitte en 2015 pour basculer dans l'opposition à Ali Bongo. Elle a vécu plus de 20 ans en France avant de revenir au Gabon après le coup d'État d'août 2023. Militante engagée dans le milieu associatif, elle a notamment présidé l'association « Debout peuple libre » à partir de 2020 afin de défendre la démocratie au Gabon.
Elle devient, en 2023, ministre des Nouvelles technologies et de la Communication, ainsi que porte-parole du gouvernement de transition instauré par le putschiste Brice Oligui Nguema.

## Biographie

### Jeunesse et études
De son nom de naissance Laurence Mbango, elle naît le 19 octobre 1971 à Douala (Cameroun) d'un père gabonais issu du peuple Fang et d'une mère camerounaise,. Après que ses parents se soient installés au Gabon, elle prend le nom de Laurence Mengue-Me-Nzoghe en 1975, lorsque son père la reconnaît officiellement.
Elle fait ses études à l'université des sciences et techniques de Masuku ainsi qu'à l'École normale supérieure de Libreville, puis devient à partir de 1996 professeure de SVT dans l'enseignement secondaire.
En 2002, elle part s'installer en France pour rejoindre son époux, alors cadre dans une grande entreprise,. Elle y obtient en 2008 un doctorat en didactique des sciences (sciences de l'éducation) de l'université René Descartes,, où elle devient enseignante-chercheuse,.

### Premiers engagements
Proche de la ministre de la Famille et de la Promotion de la Femme Victoire Lasseni-Duboze, Laurence Ndong est nommée en 1999 directrice générale adjointe de la promotion de la femme. Elle rejoint également le Parti démocratique gabonais (PDG), parti au pouvoir, où elle travaille comme assistante. Elle devient par la suite l'attachée parlementaire de Victoire Lasseni-Duboze lorsque cette dernière quitte le gouvernement d'Omar Bongo.
Lorsqu'elle quitte le Gabon pour la France à partir de 2002 pour rejoindre son mari, Laurence Ndong reste engagée dans le milieu associatif et politique de son pays. En 2009, pendant l'élection présidentielle faisant suite au décès d'Omar Bongo, elle soutient la candidature de l'opposant Bruno Ben Moubamba, dont elle rejoint l'équipe de campagne. Après la victoire d'Ali Bongo, elle affiche publiquement son soutien au nouveau président.
En 2010, elle fonde l'association « Joseph » pour faciliter l'accès des jeunes gabonais à l'éducation, puis l'association « Veuvage-Droits-Accompagnement et Perspectives », pour aider les conjoints survivants et leurs enfants.
Au sein du PDG, elle devient à partir de 2012 déléguée fédérale de l'Union des Femmes au sein de la branche française du parti.

### Basculement dans l'opposition
En 2015, Laurence Ndong quitte le PDG et bascule dans l'opposition au président Ali Bongo. Elle expliquera en 2016, dans son ouvrage Gabon, pourquoi j’accuse…, qu'elle « ne [se] reconnaiss[ait] pas dans les pratiques des membres », estimant que « rien de bon ne pouvait sortir de ce parti ». Lors de l'élection présidentielle de 2016, elle devient la porte-parole de Jean Ping, candidat de l'opposition , puis dénonce les violences post-électorales. Elle intervient par la suite régulièrement dans les médias, notamment français, pour dénoncer les dérives du régime d'Ali Bongo.
En 2020, elle devient présidente de « Debout peuple libre », une association ayant pour but de défendre la démocratie au Gabon,.
Pendant l'élection présidentielle de 2023, elle est très active sur les réseaux sociaux, apportant son soutien à l'opposition, diffusant des informations censurées par les médias gabonais et combattant les fake news, ce qui lui vaut d'être la cible de cyberharcèlement. Elle soutient alors la candidature de l'opposant Albert Ondo Ossa.

### Entrée au gouvernement
Après le coup d'État d'août 2023 ayant mené à la chute d'Ali Bongo, Laurence Ndong revient au Gabon. Dans les jours suivant le putsch, elle est reçue personnellement au palais présidentiel par le militaire Brice Oligui Nguema, devenu président de la Transition.
Le 10 septembre 2023, elle rejoint in extremis le gouvernement de transition le lendemain de sa création. Elle remplace Ulrich Manfoumbi Manfoumbi au poste de ministre des Nouvelles technologies et de la Communication, ainsi que Paul-Marie Gondjout au poste de porte-parole du gouvernement.
Le 17 janvier 2024, à la suite d'un remaniement ministériel, le portefeuille des Nouvelles technologies de l'Information, jusqu'ici sous son giron, est transféré à Bonjean Frédérik Mbaza,. Elle est maintenue au poste de porte-parole du gouvernement et voit l'intitulé de son ministère changer en ministère de la Communication et des médias.
Un an plus tard, le 15 janvier 2025 à la faveur d'un nouveau remaniement, elle est confirmée à son poste de ministre de la Communication et des Médias, mais est remplacée par Séraphin Akure-Davain en tant que porte-parole du gouvernement. 
Le 5 mai 2025, elle est reconduite dans le premier gouvernement post-transition de Brice Clotaire Oligui Nguema mais à un autre ministère. Désormais ministre de la Mer, de la Pêche et de l'Economie bleue, elle est également porte-parole du gouvernement.  

### Actions et mesures portées

#### Ministre de la communication et des médias
L'une des premières actions de Laurence Ndong en tant que ministre est la revalorisation des salaires de ses collaborateurs les moins bien payés de sorte qu'ils atteignent au moins le revenu minimum mensuel.
Aux lendemains de sa nomination, elle entreprend de faire l'état des lieux des différentes entités placées sous sa tutelle. C'est dans ce cadre qu'elle visite en octobre 2023 l'Institut Africain d'Informatique (IAI) à Libreville. L'état de délabrement de l'établissement, déjà constaté sous l'ancien régime, n'a pas évolué malgré la promesse faite par Ali Bongo de la construction d'un nouveau campus. Laurence Ndong fait de la restauration de cette école une de ses priorités. En janvier 2023, bien qu'elle ne possède plus le portefeuille des Nouvelles technologies de l'Information, elle remet 400 millions de FCFA aux responsables de l'école. Une somme qui permet notamment de payer les arriérés de salaire du personnel et de sauver l'année scolaire en cours.
Afin de connecter les 30% de la population gabonaise qui n'ont pas accès à la télévision, la radio et/ou internet Laurence Ndong lance le raccordement au réseaux de ces zones blanches, majoritairement situées à l'intérieur du pays,. L'opération qui résulte d'un groupement d'intérêt économique (GIE) entre La Poste SA et Télédiffusion Gabon  débute en mars, notamment pour permettre une large diffusion du dialogue national inclusif qui s'ouvre le 2 avril 2024.
A la suite de la volonté exprimée par le président de la transition et de la mise à disposition d'une enveloppe de 387 millions de FCFA par le CTRI, elle entreprend également la remise sur pied de la radio panafricaine Africa n°1. Le 16 mars 2024, deux mois après sa première visite de terrain, la ministre de la communication lance officiellement les opérations de nettoyage du bâtiment situé au boulevard triomphal. En attendant la livraison de ses nouveaux locaux, l'équipe émet depuis un studio mobile au stade d'Angondjé à Libreville. Le 2 avril à l'occasion du dialogue national inclusif, le "tam-tam d'Afrique" recommence à émettre sur sa fréquence d'antan 94.5.

#### Porte-parole du gouvernement
Après le coup d'Etat, Laurence Ndong se fait le porte-voix du nouveau régime en place. Elle voyage, notamment en Europe où elle donne une série d'interview aux médias afin d'expliquer les raisons de cette prise de pouvoir et décliner la feuille de route du gouvernement de la transition,.

### Ministère évangélique
En juillet 2006, avec son mari, elle fonde l’église pentecôtiste Centre International pour l’Évangile et la Louange à Antony, dans les Hauts-de-Seine (France),[source insuffisante].

## Vie personnelle
À l'âge de 21 ans, elle se marie avec Cyrille Ndong, ingénieur de formation, et prend le nom de Laurence Ndong. Ils ont ensemble 5 enfants.

## Polémiques
En janvier 2024, alors qu'elle est membre du gouvernement, son époux Cyrille Ndong est nommé DGA de la Société de patrimoine des infrastructures numériques (SPIN) par le Conseil des ministres. Le conflit d'intérêts est alors dénoncé par une partie du monde politique et de la société civile. Télesphore Obame Ngomo, conseiller communication du Président, appelle alors la ministre à prendre conscience de la polémique et à en tirer les conséquences,.

## Distinctions
- Médaille de reconnaissance de la Garde Républicaine[27]
- Chevalier de l'Ordre national du mérite gabonais
- Chevalier de l'Ordre national de la Libération[28]

## Publications
- Gabon, pourquoi j'accuse (préf. Dominique Kounkou), Paris, L'Harmattan, coll. « Théologie et vie politique de la terre », 2016, 181 p. (ISBN 978-2-343-08623-1, lire en ligne)
- Femme chrétienne, leadership féminin : restituer la place de la femme dans les Écritures, Tampere, Atramenta, 2018, 152 p. (ISBN 978-952-340-231-7)
- Que les consciences s'éveillent (préf. Kakou Ernest Tigori), Paris, Éditions Sydney Laurent, 2022, 260 p. (ISBN 979-10-326-7025-5)